# Natalus stramineus
Il pipistrello dalle orecchie ad imbuto messicano (Natalus stramineus  Gray, 1838) è un pipistrello della famiglia dei Natalidi diffuso in America centrale, America meridionale e nei Caraibi.

## Descrizione

### Dimensioni
Pipistrello di piccole dimensioni, con la lunghezza della testa e del corpo tra 38 e 46 mm, la lunghezza dell'avambraccio tra 36 e 39 mm, la lunghezza della coda tra 47 e 52 mm, la lunghezza del piede tra 8 e 9 mm, la lunghezza delle orecchie tra 14 e 16 mm e un peso fino a 5 g.

### Aspetto
La pelliccia è lunga, liscia, soffice e leggermente lanosa. Le parti dorsali sono bruno-arancioni chiare o giallo-brunastre chiare, mentre le parti ventrali sono leggermente più chiare. Il muso è lungo, appiattito e ricoperto di lunghi peli scuri. Le narici sono piccole, ovali e aperte lateralmente e verso il basso. Le orecchie sono color crema, squadrate, a forma di imbuto e con un incavo superficiale sul bordo posteriore appena sotto l'estremità appuntita. Il trago è corto, triangolare e con l'estremità piegata in avanti. Le membrane alari sono lunghe, strette e attaccate posteriormente sopra le caviglie. La coda è lunga ed inclusa completamente nell'ampio uropatagio il quale margine libero è frangiato. Il calcar è molto lungo. Il cariotipo è 2n=36 FNa=56.

### Ecolocazione
Emette ultrasuoni attraverso impulsi ad alta frequenza oltre 85 kHz.

## Biologia

### Comportamento
Si rifugia spesso in gruppi numerosi fino a 300 individui all'interno di grotte profonde ed umide. Si formano vivai durante le stagioni riproduttive. L'attività predatoria inizia circa 30 minuti dopo il tramonto e dura per almeno due ore. Le popolazioni più a nord dell'areale migrano in inverno. Il volo è rapido ed erratico.

### Alimentazione
Si nutre di insetti volanti.

### Riproduzione
Femmine gravide sono state catturate da gennaio a luglio. Danno alla luce un piccolo alla volta alla fine della stagione secca e dopo una gestazione di 8-10 mesi.

## Distribuzione e habitat
Questa specie è diffusa nell'America centrale dal Messico a Panama, nelle Piccole Antille, da Anguilla alla Dominica e in America meridionale dal Brasile nord-orientale al Paraguay.
Vive nelle foreste secche e semi-decidue, talvolta anche in foreste sempreverdi fino a 2.400 metri di altitudine.

## Tassonomia
Sono state riconosciute 3 sottospecie:
- N.s.stramineus: Anguilla, Antigua e Barbuda, Dominica, Guadalupa, Marie-Galante, Martinica, Montserrat, Nevis, Saba. Resti fossili sono stati rinvenuti sull'isola di Saint Martin;
- N.s.mexicanus (Miller, 1902): Messico, Guatemala, Belize, Honduras, Nicaragua, El Salvador, Costa Rica, Panama;
- N.s.macrourus (Gervais, 1856): stati brasiliani orientali di Pará, Maranhão, Ceará, Paraíba, Pernambuco, Sergipe, Piauí, Rio Grande do Norte, Bahia, Espírito Santo, Rio de Janeiro, San Paolo, Mato Grosso; Paraguay e Bolivia.

## Conservazione
La IUCN Red List, considerato il vasto areale, la popolazione presumibilmente numerosa e l'habitat non immediatamente in declino, classifica N.stramineus come specie a rischio minimo (Least Concern)). La popolazione brasiliana è considerata prossima alla minaccia (NT) a causa della perdita del proprio habitat.